# Dalskog
Dalskog är ett samhälle i Dalskogs socken och en småort i Melleruds kommun i Dalsland.

## Historia
Dalskog anlades som en järnvägsstation på byn Bergas ägor, längs Dalslandsbanan, numera kallad Norge/Vänerbanan. Tågtrafik startades 1879 men inga tåg stannar längre.
1907 anlades Dalskogs Ångsåg av bröderna Niklas och Carl Jonasson. Förutom sågverk och hyvleri anlade man senare även en snickerifabrik för tillverkning av dörrar och fönster. De ursprungliga fabriksbyggnaderna ersattes på 1930–1950-talet av nya. I början av 1970-talet hade man ett 50-tal anställda, och filialer i Bäckefors, Högsäter och Mellerud.

### Befolkningsutveckling
| Befolkningsutvecklingen i Dalskog 1960–2015                      | Befolkningsutvecklingen i Dalskog 1960–2015 | Befolkningsutvecklingen i Dalskog 1960–2015 | Befolkningsutvecklingen i Dalskog 1960–2015 | Befolkningsutvecklingen i Dalskog 1960–2015 |
| ---------------------------------------------------------------- | ------------------------------------------- | ------------------------------------------- | ------------------------------------------- | ------------------------------------------- |
|                                                                  |                                             |                                             |                                             |                                             |
| År                                                               |                                             |                                             | Folkmängd                                   | Areal (ha)                                  |
| 1960                                                             | 1960                                        |                                             | 190                                         | ¤                                           |
| 1990                                                             | 1990                                        |                                             | 168                                         | 39#                                         |
| 1995                                                             | 1995                                        |                                             | 159                                         | 40#                                         |
| 2000                                                             | 2000                                        |                                             | 161                                         | 40#                                         |
| 2005                                                             | 2005                                        |                                             | 151                                         | 40#                                         |
| 2010                                                             | 2010                                        |                                             | 133                                         | 40#                                         |
| 2015                                                             | 2015                                        |                                             | 122                                         | 91#                                         |
| Anm.: ¤ Som tätortsbebyggelse med 150-199 invånare # Som småort. |                                             |                                             |                                             |                                             |

## Samhället
Dalskogs kyrka ligger här.